# Chen Qiaoling
Chen Qiaoling (* 22. November 1999 in Shengzhou) ist eine chinesische Leichtathletin, die sich auf den Stabhochsprung spezialisiert hat. 2017 wurde sie in dieser Disziplin Asienmeisterin.

## Sportliche Laufbahn
Erste internationale Erfahrungen sammelte Chen Qiaoling bei den Jugendweltmeisterschaften 2015 in der kolumbianischen Stadt Cali, bei denen sie mit 4,05 m hinter der Schwedin Elienor Werner die Silbermedaille gewann. 2016 wurde sie bei den Juniorenweltmeisterschaften im polnischen Bydgoszcz Vierte und überquerte dort 4,30 m. Zuvor gewann sie bei den Juniorenasienmeisterschaften in der Ho-Chi-Minh-Stadt mit 4,15 m die Goldmedaille. 2017 nahm sie an den Asienmeisterschaften in Bhubaneswar teil und setzte sich dort überraschend gegen ihre favorisierte Landsfrau Li Ling durch und gewann mit 4,40 m die Goldmedaille. 2023 gewann sie bei den World University Games in Chengdu mit 4,30 m die Silbermedaille hinter der Schweizerin Angelica Moser.